# Sergio Gómez (argentyński piłkarz)
Sergio Omar Gómez (ur. 19 lipca 1981 w Pilar) – argentyński piłkarz występujący na pozycji obrońcy, trener piłkarski.